# Synaptula reciprocans
Synaptula reciprocans is een zeekomkommer uit de familie Synaptidae.
De wetenschappelijke naam van de soort werd in 1775 gepubliceerd door Peter Forsskål.